# Андретта
Андретта (итал. Andretta) — город в Италии, расположен в регионе Кампания, подчинён административному центру Авеллино.
Население составляет 2 295 человек (на 2001 г.), плотность населения составляет 53 чел./км². Занимает площадь 43 км². Почтовый индекс — 83040. Телефонный код — 00827.
Покровителем города считается Антоний Падуанский. Праздник города ежегодно празднуется 13 июня.